# Thamnaconus degeni
Thamnaconus degeni (Regan , 1903), se conoce como Degen's leatherjacket, es una especie de peces de la familia Monacanthidae en el orden de los Tetraodontiformes.

## Morfología
Los machos pueden llegar alcanzar los 28 cm de longitud total.

## Hábitat
Es un pez de mar y de clima templado y demersal que vive hasta los 70 m de profundidad.
Actúa como hospedador alternativo del piojo marino que afecta a los atunes en cautiverio. Es un pez carroñero que se alimenta de los restos y desechos acumulados debajo de las jaulas de engorde de atunes, lo que facilita el ciclo de transmisión del parásito. Gracias a su presencia constante bajo las jaulas, los piojos marinos pueden pasar fácilmente del leatherjacket al atún, favoreciendo infestaciones rápidas y severas si no se controlan.

## Distribución geográfica
Se encuentra al sur de Australia: desde Australia Meridional hasta Nueva Gales del Sur y Tasmania.

## Observaciones
Es inofensivo para los humanos.